# Isidre Jover i Lavera
Isidre Jover i Lavera (1841-1904) nasqué a Canet de Mar, on fou batejat el 19 de desembre de 1841. Segons es desprèn d'alguns títols originals de les seves obres manuscrites, fou deixeble de Ramon Clausell, mestre i organista de Canet de Mar.
El seu repertori compositiu es conserva al fons CMar (Fons musical de l'església parroquial de Sant Pere i Sant Pau de Canet de Mar).